# A New Dawn Ending
A New Dawn Ending är det italienska symfoniska power metal-bandet Ancient Bards tredje studioalbum, utgivet i april 2014 på Limb Music och i Japan på Spiritual Beast.
Fabio Lione (Rhapsody of Fire, Angra) bidrog med gästsång.
En musikvideo spelades in till "In My Arms".

## Låtlista
1. "Before the Storm" – 1:39
2. "A Greater Purpose" – 7:55
3. "Flaming Heart" – 6:52
4. "Across This Life" – 4:31
5. "In My Arms" – 5:25
6. "The Last Resort" – 6:06
7. "Showdown" – 12:48
8. "In the End" – 5:11
9. "Spiriti Liberi" – 4:49
10. "A New Dawn Ending" – 16:37

Bonusspår på den japanska utgåvan
1. "Melodies of Life" – 3:54

## Medverkande
Musiker
- Sara Squadrani – sång, körsång
- Claudio Pietronik – gitarr
- Martino Garattoni – basgitarr, körsång
- Daniele Mazza – keyboard, körsång
- Federico Gatti – trummor

Bidragande musiker
- Fabio Lione – sång
- Fabio Balducci – gitarr
- Giorgia Paci – körsång
- Elisa Semprini – körsång
- Giulia Boria – körsång
- Simone Mularoni – körsång
- Simone Bertozzi – sång, körsång

Produktion
- Simone Mularoni – producent, inspelningstekniker, mixning, mastering
- Daniele Mazza – producent
- Felipe Machado Franco – albumkonst
- Matteo Ermeti – foto
- Nicola Serafini – foto